# Johan Peter Gustafsson
Johan Peter Gustafsson, född 5 april 1871 i Asby, Dädesjö socken, död där 13 december 1940, var en svensk geolog och botaniker.
Johan Peter Gustafsson var son till hemmansägaren Gustaf Pettersson. Han avlade mogenhetsexamen i Växjö 1892 och inskrevs därefter vid Uppsala universitet. 1898-1900 och 1904 verkade han som extrageolog vid Sveriges geologiska undersöknings kartbladsarbeten och var 1902-1903 amanuens vid Mineralogisk-geologiska institutionerna i Uppsala. På grund av ohälsa drog han sig 1913 tillbaka till sin fädernegård där han levde som bonde och privatpraktiserande geolog. Hans främsta insatser gällde studier av leravlagringar och deras innehåll, främst i Småland men han gjorde även den främsta insatsen i studiet av Uppsalatraktens leror i samband med Gerhard De Geers kartläggning av glacialleror.